# Guillermo León Valencia
Guillermo León Valencia Muñóz (* 27. April 1909 in Popayán; † 4. November 1971 in New York) war ein kolumbianischer Rechtsanwalt und Politiker. Er war von 1962 bis 1966 Präsident von Kolumbien.

## Leben
Guillermo León Valencia war Sohn des Schriftstellers und Politikers Guillermo Valencia und dessen Frau Josefina Muñóz. Der studierte Jurist lernte an der Universität von Cauca und schloss dort 1926 sein Studium ab. Er begann seine politische Karriere im Stadtrat seines Geburtsortes Popayán und später im Stadtrat von Bogotá. Weitere Stationen waren unter anderem die Position des Botschafters bei den Vereinten Nationen, später als Botschafter in Spanien. Seine erste Berufung zum Außenminister lehnte er 1949 ab, trat dieses Amt jedoch 1953 kurzzeitig an. Guillermo León Valencia war von 1962 bis 1966 Mitglied der Kolumbianischen Konservativen Partei und trat für diese 1962 zu den Präsidentschaftswahlen an, die er gegen Alfonso López Michelsen gewann. Er war von 1962 bis 1966 Präsident von Kolumbien. 